# Euroligue de football gaélique
L’Euroligue de football gaélique est le format des compétitions de football gaélique mises en place en 2001 en Europe continentale.
Le comité européen des sports gaéliques (European County Board) est chargé de son organisation et de sa promotion dans le cadre du développement des sports et jeux d’origine irlandaise hors Irlande et Grande-Bretagne souhaité par l’Association athlétique gaélique (GAA). 
L’euroligue de football gaélique est ouverte à l’ensemble des clubs européens pratiquant le football gaélique. Elle regroupe deux compétitions, une compétition de football féminin et une compétition de football masculin.

## Euroligue masculine de football gaélique
L'euroligue masculine de football gaélique se déroulait, jusqu’en 2006, sous la forme d’un championnat annuel et intégral. 
La hausse du nombre de clubs pratiquant le football gaélique en Europe a contraint le comité européen des sports gaéliques à revoir rapidement la formule de cette compétition.
Le déroulement de la compétition sur une année est maintenu mais celui-ci est divisé en deux phases. Une phase de qualification par championnats "régionaux" (zones de proximité géographique) de janvier à juin, et une seconde phase, de juillet à novembre, comportant trois divisions distinctes : le championnat d'Europe senior de football gaélique (ou « Senior Championship », première division de l’euroligue), le Shield européen de football gaélique ( également appelé « Shield » ou « Intermediate Championship », deuxième division de l’euroligue) et le « Junior Championship » (troisième division de l'Euroligue).

### Championnat d'Europe senior de football gaélique
Le « Senior Championship » de l'euroligue est la compétition de football gaélique entre clubs la plus importante en Europe continentale. Elle se déroule de juillet à novembre chaque année et rassemble au cours de trois à quatre tournois les meilleures équipes européennes.
Palmarès
| Année | Premier               | Deuxième        | Troisième                               |
| 2001  | Paris Gaels GAA       | La Haye GAA     | GSC Luxembourg                          |
| 2002  | La Haye GAA           | GSC Luxembourg  | Munich Colmcilles GAA                   |
| 2003  | Paris Gaels GAA (2)   | GSC Luxembourg  | Munich Colmcilles GAA                   |
| 2004  | Munich Colmcilles GAA | Paris Gaels GAA | GSC Luxembourg                          |
| 2005  | Paris Gaels GAA (3)   | GSC Luxembourg  | La Haye GAA                             |
| 2006  | La Haye GAA (2)       | GSC Luxembourg  | Paris Gaels GAA                         |
| 2007  | GSC Luxembourg        | La Haye GAA     | Paris Gaels GAA                         |
| 2008  | Belgique GAA          | Paris Gaels GAA | GSC Luxembourg                          |
| 2009  | La Haye GAA (3)       | Paris Gaels GAA | Belgique GAA                            |
| 2010  | La Haye GAA (4)       | Paris Gaels GAA | Belgique GAA                            |
| 2011  | Guernesey Gaels       | La Haye GAA     |                                         |
| 2012  | Belgique GAA (2)      |                 |                                         |
| 2013* | Guernesey Gaels (2)   | Belgique GAA    | GSC Luxembourg                          |
| 2014* | Belgique GAA (3)      | Zurich          | Amsterdam Gaelic Athletic Football Club |
| 2015* | Paris Gaels GAA (4)   | Belgique GAA    | Amsterdam Gaelic Athletic Football Club |
| 2016* | GSC Luxembourg (2)    | Jersey Irish    | Belgique GAA                            |

* Play-offs lors du dernier tournoi de l'année
« Senior B » - Play off de classement pour les équipes classées 5e et plus
| Année | Vainqueurs                              |
| 2013  | Amsterdam Gaelic Athletic Football Club |
| 2014  | Paris Gaels GAA                         |
| 2015  | Cumann Varsovie GAA                     |
| 2016  | Paris Gaels GAA                         |

### Shield européen de football gaélique
Le « Shield » ou « Intermediate » est la deuxième division de l’euroligue. Elle fut créée en 2006 et est ouverte à l’ensemble des clubs européens non qualifiés pour le « Senior Championship ». 
Palmarès
| Année | Premier                                     | Deuxième                                  | Troisième                               |
| 2006  | Maastricht Gaels                            | Amsterdam Gaelic Athletic Football Club   | GSC Luxembourg B                        |
| 2007  | Rennes Ar Gwazi Gouez                       | Amsterdam Gaelic Athletic Football Club   | Copenhague GAA                          |
| 2008  | Copenhague GAA                              | Amsterdam Gaelic Athletic Football Club   | Vienne Gaels GAA Club                   |
| 2009  | Copenhague GAA (2)                          | Francfort Sarsfields GAA Club             | Amsterdam Gaelic Athletic Football Club |
| 2010  | Copenhague GAA (3)                          | Francfort Sarsfields GAA Club             | Amsterdam Gaelic Athletic Football Club |
| 2011  | Amsterdam Gaelic Athletic Football Club     | Copenhague GAA                            |                                         |
| 2012* | Malmo GAA Club                              |                                           |                                         |
| 2013* | Vienne Gaels GAA Club                       | Amsterdam Gaelic Athletic Football Club B | Paris Gaels GAA                         |
| 2014* | Amsterdam Gaelic Athletic Football Club B   | Francfort Sarsfields GAA Club             | Clermont Gaels                          |
| 2015* | Vienne Gaels GAA Club (2)                   |                                           |                                         |
| 2016* | Entente gaélique de Haute-Bretagne - Liffré | Eindhoven / Amsterdam / La Haye           | Irmandinhos                             |

* Play-offs lors du dernier tournoi de l'année
« Intermediate B » - Play off de classement pour les équipes classées 5e et plus
| Année | Vainqueurs            |
| 2015  | Munich Colmcilles GAA |
| 2016  | Non désigné           |

### Le «Junior Championship» (La troisième division de l’euroligue)
Le « Junior » correspond à la troisième division de l’euroligue. Elle a été créée en 2012 et regroupe les clubs n'ayant pas pris part à un nombre suffisant de matchs pour jouer le niveau « intermediate ».
Palmarès
| Année | Premier                       | Deuxième                          | Troisième         |
| 2012* | Francfort Sarsfields GAA Club |                                   |                   |
| 2013* | Slovak Shamrocks GAA          | Belgique GAA B                    | Rovigo GF         |
| 2014* | Rennes Ar Gwazi Gouez         | Paris Gaels GAA B                 | Padoue GF         |
| 2015* | Augsburg GAA                  | Genève Gaels                      | Paris Gaels GAA B |
| 2016* | Clermont Gaels                | Leuven GAA / Slovaks Shamrock GAA | Belgique GAA B    |

* Play-offs lors du dernier tournoi de l'année
« Junior B » - Play off de classement pour les équipes classées 5e et plus
| Année | Vainqueurs                   |
| 2013  | St Galles Bears GAA          |
| 2014  | Rovigo GF                    |
| 2015  | Lorient Gaelic Athletic Club |
| 2016  | Non désigné                  |

## Euroligue féminine de football gaélique
L'Euroligue féminine de football gaélique se déroule sous la forme d’un championnat annuel. Elle regroupe l’ensemble des clubs pratiquant le football gaélique féminin au cours de plusieurs tournois organisés dans différentes villes européennes.
Palmarès
| Année | Premier               | Deuxième              | Troisième             |
| 2001  | EC GAA Club Bruxelles | Paris Gaels GAA       | GSC Luxembourg        |
| 2002  | GSC Luxembourg        | EC GAA Club Bruxelles | Paris Gaels GAA       |
| 2003  | GSC Luxembourg (2)    | Paris Gaels GAA       | La Haye GAA           |
| 2004  | GSC Luxembourg (3)    | Paris Gaels GAA       | Holland Ladies GAA    |
| 2005  | Holland Ladies GAA    | Paris Gaels GAA       | GSC Luxembourg        |
| 2006  | GSC Luxembourg (4)    | Holland Ladies GAA    | Paris Gaels GAA       |
| 2007  | Paris Gaels GAA       | Holland Ladies GAA    | Maastricht Gaels      |
| 2008  | Belgique GAA (2)      | Paris Gaels GAA       | Munich Colmcilles GAA |
| 2009  | Belgique GAA (3)      | Paris Gaels GAA       | Holland Ladies GAA    |
| 2010  | Belgique GAA (4)      | Paris Gaels GAA       | Holland Ladies GAA    |
| 2011  | Belgique GAA (5)      |                       |                       |
| 2012  | Belgique GAA (6)      |                       |                       |
| 2013  | Belgique GAA (7)      | Munich Colmcilles GAA | Paris Gaels GAA       |
| 2014  | Belgique GAA (8)      |                       |                       |
| 2015  | Belgique GAA (9)      |                       |                       |
| 2016  | Belgique GAA (10)     | Holland Ladies GAA    | Munich Colmcilles GAA |

Play offs de classement pour les équipes classées 5e et plus
| Année | Shield féminin        | Plate féminin           |
| 2013  | Malmo GAA Club        |                         |
| 2014  | Rennes Ar Gwazi Gouez |                         |
| 2015  | Cumann Varsovie GAA   | Zurich Inneoin GAA Club |
| 2016  | France Barbarians     |                         |

## Bilan

### Bilan des compétitions seniors masculines par «zones régionales de qualification»
| Rang | Championnats régionaux         | Victoire(s) | Deuxième(s) place(s) | Troisième(s) place(s) | Total |
| ---- | ------------------------------ | ----------- | -------------------- | --------------------- | ----- |
| 1    | Benelux                        | 8           | 9                    | 8                     | 25    |
| 2    | France et îles anglo-normandes | 6           | 4                    | 2                     | 12    |
| 3    | Europe du Sud et de l'Est      | 1           | 0                    | 2                     | 3     |
| 4    | Scandinavie                    | 0           | 0                    | 0                     | 0     |
| 5    | Europe du sud-ouest            | 0           | 0                    | 0                     | 0     |